# Lettland i olympiska sommarspelen 2004
Lettland i olympiska sommarspelen 2004 bestod av 31 idrottare som blivit uttagna av Lettlands olympiska kommitté.

## Brottning
Grekisk-romersk
| Igors Kostins | 96 kg | Cheglakov (UZB) L 1–3 | Özal (TUR) L 0–3 | 3 | Gick inte vidare | Gick inte vidare | Gick inte vidare | 17 |

## Cykling

### Landsväg
Herrar
| Idrottare         | Gren                | Tid              | Placering        |
| ----------------- | ------------------- | ---------------- | ---------------- |
| Andris Naudužs    | Herrarnas linjelopp | Gick inte vidare | Gick inte vidare |
| Romāns Vainšteins | Herrarnas linjelopp | 5:43:03          | 28               |

## Friidrott
Herrar
Bana, maraton och gång
| Idrottare          | Gren              | Heat     | Heat      | Kvartsfinal | Kvartsfinal | Semifinal | Semifinal | Final            | Final            |
| Idrottare          | Gren              | Resultat | Placering | Resultat    | Placering   | Resultat  | Placering | Resultat         | Placering        |
| ------------------ | ----------------- | -------- | --------- | ----------- | ----------- | --------- | --------- | ---------------- | ---------------- |
| Aigars Fadejevs    | 20 kilometer gång | i.u.     | i.u.      | i.u.        | i.u.        | i.u.      | i.u.      | 1:22:08          | 9                |
| Aigars Fadejevs    | 50 kilometer gång | i.u.     | i.u.      | i.u.        | i.u.        | i.u.      | i.u.      | 3:52:52          | 11               |
| Modris Liepiņš     | 50 kilometer gång | i.u.     | i.u.      | i.u.        | i.u.        | i.u.      | i.u.      | 4:04:26          | 25               |
| Dmitrijs Miļkevičs | 800 meter         | 1:46.66  | =1 Q      | i.u.        | i.u.        | 1:46.62   | 6         | Gick inte vidare | Gick inte vidare |
| Staņislavs Olijars | 110 meter häck    | 13.27    | 2 Q       | 13.26       | 1 Q         | 13.20     | 3 Q       | 13.21            | 5                |

Fältgrenar och tiokamp
| Idrottare          | Gren          | Kval     | Kval      | Final            | Final            |
| Idrottare          | Gren          | Resultat | Placering | Resultat         | Placering        |
| ------------------ | ------------- | -------- | --------- | ---------------- | ---------------- |
| Voldemārs Lūsis    | Spjutkastning | 79.27    | 17        | Gick inte vidare | Gick inte vidare |
| Ēriks Rags         | Spjutkastning | 80.84    | 11 q      | 83.14            | 7                |
| Vadims Vasiļevskis | Spjutkastning | 84.43 PB | 3 Q       | 84.95            | 2                |

Herrar
Kombinerade grenar - Tiokamp
| Friidrottare    | Gren     | 100 m | LJ   | SP    | HJ   | 400 m | 110H  | DT    | PV   | JT    | 1500 m  | Final | Placering |
| --------------- | -------- | ----- | ---- | ----- | ---- | ----- | ----- | ----- | ---- | ----- | ------- | ----- | --------- |
| Jānis Karlivāns | Resultat | 11.33 | 7.26 | 13.30 | 1.97 | 50.54 | 14.98 | 45.10 | 4.50 | 52.92 | 4:38.67 | 6363  | 25        |
| Jānis Karlivāns | Poäng    | 789   | 876  | 686   | 776  | 790   | 852   | 733   | 760  | 632   | 689     | 6363  | 25        |

Damer
Bana, maraton och gång
| Anita Liepiņa     | 20 kilometer gång | i.u.  | i.u. | i.u.             | i.u.             | 1:39:54          | 45               |
| Jeļena Prokopčuka | 10 000 meter      | i.u.  | i.u. | i.u.             | i.u.             | 31:04.10         | 7                |
| Ieva Zunda        | 400 meter häck    | 56.21 | 4    | Gick inte vidare | Gick inte vidare | Gick inte vidare | Gick inte vidare |

Fältgrenar och sjukamp
| Idrottare          | Gren           | Kval     | Kval      | Final            | Final            |
| Idrottare          | Gren           | Resultat | Placering | Resultat         | Placering        |
| ------------------ | -------------- | -------- | --------- | ---------------- | ---------------- |
| Valentīna Gotovska | Längdhopp      | 6.41     | 23        | Gick inte vidare | Gick inte vidare |
| Ilze Gribule       | Spjutkastning  | 54.92    | 34        | Gick inte vidare | Gick inte vidare |
| Ineta Radēviča     | Längdhopp      | 6.53     | 13        | Gick inte vidare | Gick inte vidare |
| Ineta Radēviča     | Tresteg        | 14.12    | 20        | Gick inte vidare | Gick inte vidare |
| Dace Ruskule       | Diskuskastning | 57.43    | 28        | Gick inte vidare | Gick inte vidare |

## Gymnastik

### Artistisk
Herrar
Mångkamp, ind.
| Idrottare            | Kval           | Kval    | Kval    | Kval    | Kval    | Kval    | Kval   | Kval      | Final   | Final   | Final   | Final   | Final   | Final   | Final  | Final     |    |
| Idrottare            | Redskap        | Redskap | Redskap | Redskap | Redskap | Redskap | Totalt | Placering | Redskap | Redskap | Redskap | Redskap | Redskap | Redskap | Totalt | Placering |    |
| Idrottare            | F              | PH      | R       | V       | PB      | HB      | Totalt | Placering | F       | PH      | R       | V       | PB      | HB      | Totalt | Placering |    |
| -------------------- | -------------- | ------- | ------- | ------- | ------- | ------- | ------ | --------- | ------- | ------- | ------- | ------- | ------- | ------- | ------ | --------- | -- |
| Igors Vihrovs        | Mångkamp, ind. | 9.662   | 9.462   | 9.225   | 9.425   | 9.287   | 9.362  | 56.423    | 17 Q    | 9.687   | 8.862   | 9.187   | 9.700   | 9.700   | 9.000  | 9.437     | 18 |
| Jevgēņijs Saproņenko | Hopp           | i.u.    | i.u.    | i.u.    | 9.650   | i.u.    | i.u.   | 9.650     | 7 Q     | i.u.    | i.u.    | i.u.    | 9.706   | i.u.    | i.u.   | 9.706     | 2  |

## Judo
Herrar
| Vsevolods Zeļonijs | Lättvikt (-73 kg) | BYE | Damdin (MGL) L 0011–0010 | Gick inte vidare | Gick inte vidare | Gick inte vidare | Gick inte vidare | Gick inte vidare | Gick inte vidare | Gick inte vidare |

## Kanotsport
Sprint
| Kanotist           | Gren                 | Heat     | Heat      | Semifinal | Semifinal | Final            | Final            |
| Kanotist           | Gren                 | Tid      | Placering | Tid       | Placering | Tid              | Placering        |
| ------------------ | -------------------- | -------- | --------- | --------- | --------- | ---------------- | ---------------- |
| Dagnis Vinogradovs | Herrarnas C-1 500 m  | 1:50.776 | 2 QS      | 1:52.511  | 5         | Gick inte vidare | Gick inte vidare |
| Dagnis Vinogradovs | Herrarnas C-1 1000 m | 3:57.070 | 4 QS      | 3:53.656  | 3 Q       | 3:53.537         | 6                |

## Modern femkamp
| Idrottare         | Gren              | Skytte (10 m luftpistol) | Skytte (10 m luftpistol) | Skytte (10 m luftpistol) | Fäktning (värja en stöt) | Fäktning (värja en stöt) | Fäktning (värja en stöt) | Simning (200 m frisim) | Simning (200 m frisim) | Simning (200 m frisim) | Ridning (hästhoppning) | Ridning (hästhoppning) | Ridning (hästhoppning) | Löpning (3000 m) | Löpning (3000 m) | Löpning (3000 m) | Totalpoäng | Slutlig placering |
| Idrottare         | Gren              | Poäng                    | Placering                | MF-poäng                 | Resultat                 | Placering                | MF-poäng                 | Tid                    | Placering              | MF-poäng               | Straff                 | Placering              | MF-poäng               | Tid              | Placering        | MF-poäng         | Totalpoäng | Slutlig placering |
| ----------------- | ----------------- | ------------------------ | ------------------------ | ------------------------ | ------------------------ | ------------------------ | ------------------------ | ---------------------- | ---------------------- | ---------------------- | ---------------------- | ---------------------- | ---------------------- | ---------------- | ---------------- | ---------------- | ---------- | ----------------- |
| Deniss Čerkovskis | Herrarnas tävling | 180                      | 11                       | 1096                     | 19–13                    | =2                       | 916                      | 2:09,00                | 17                     | 1252                   | 196                    | 23                     | 1004                   | 9:38,77          | 3                | 1088             | 5352       | 11                |
| Jeļena Rubļevska  | Damernas tävling  | 171                      | 15                       | 988                      | 23–9                     | 1                        | 1028                     | 2:26,96                | 21                     | 1160                   | 84                     | 14                     | 1116                   | 10:58,00         | 4                | 1088             | 5380       | 2                 |

## Segling
Damer
| Seglare     | Gren    | Lopp | Lopp | Lopp | Lopp | Lopp | Lopp | Lopp | Lopp | Lopp | Lopp | Lopp | Summerad poäng | Finalplacering |
| Seglare     | Gren    | 1    | 2    | 3    | 4    | 5    | 6    | 7    | 8    | 9    | 10   | M*   | Summerad poäng | Finalplacering |
| ----------- | ------- | ---- | ---- | ---- | ---- | ---- | ---- | ---- | ---- | ---- | ---- | ---- | -------------- | -------------- |
| Vita Matīse | Mistral | 22   | 21   | 20   | 21   | 20   | 21   | 23   | 20   | 10   | 19   | 19   | 193            | 20             |

M = Medaljlopp; EL = Eliminerad – gick inte vidare till medaljloppet;

## Taekwondo
| Idrottare           | Gren             | Åttondelsfinaler       | Kvartsfinaler           | Semifinaer           | Återkval              | Bronsmatch            | Final                | Final     |
| Idrottare           | Gren             | Motståndare Resultat   | Motståndare Resultat    | Motståndare Resultat | Motståndare Resultat  | Motståndare Resultat  | Motståndare Resultat | Placering |
| ------------------- | ---------------- | ---------------------- | ----------------------- | -------------------- | --------------------- | --------------------- | -------------------- | --------- |
| Carlo Molfetta      | Herrarnas −68 kg | Saei (IRI) L RSC       | Gick inte vidare        | Gick inte vidare     | Silva (BRA) L WO      | Gick inte vidare      | Gick inte vidare     | 7         |
| Cristiana Corsi     | Damernas −57 kg  | Épangue (FRA) W 2–0    | Abdallah (USA) L 2–3    | Gick inte vidare     | Mkrttjjan (RUS) W 5–2 | Salazar (MEX) L 2–3   | Gick inte vidare     | 5         |
| Daniela Castrignano | Damernas +67 kg  | Bourguigue (MAR) W 6–4 | Baverel (FRA) L 8–8 SUP | Gick inte vidare     | Bosshart (CAN) W 6–3  | Falavigna (BRA) L 3–6 | Gick inte vidare     | 5         |

## Tennis
Herrar
| Spelare          | Gren       | Omgång 1                 | Omgång 2          | Åttondelsfinaler  | Kvartsfinaler     | Semifinaler       | Final / BM        | Final / BM       |
| Spelare          | Gren       | Motståndare Poäng        | Motståndare Poäng | Motståndare Poäng | Motståndare Poäng | Motståndare Poäng | Motståndare Poäng | Placering        |
| ---------------- | ---------- | ------------------------ | ----------------- | ----------------- | ----------------- | ----------------- | ----------------- | ---------------- |
| Filippo Volandri | Herrsingel | Santoro (FRA) L 1–6, 2–6 | Gick inte vidare  | Gick inte vidare  | Gick inte vidare  | Gick inte vidare  | Gick inte vidare  | Gick inte vidare |

Damer
| Spelare                                | Gren      | Omgång 1                      | Omgång 2                            | Åttondelsfinaler                          | Kvartsfinaler            | Semifinaler       | Final / BM        | Final / BM       |
| Spelare                                | Gren      | Motståndare Poäng             | Motståndare Poäng                   | Motståndare Poäng                         | Motståndare Poäng        | Motståndare Poäng | Motståndare Poäng | Placering        |
| -------------------------------------- | --------- | ----------------------------- | ----------------------------------- | ----------------------------------------- | ------------------------ | ----------------- | ----------------- | ---------------- |
| Maria Elena Camerin                    | Damsingel | Jugić-Salkić (BIH) W 6–3, 6–4 | Mauresmo (FRA) L 0–6, 1–6           | Gick inte vidare                          | Gick inte vidare         | Gick inte vidare  | Gick inte vidare  | Gick inte vidare |
| Silvia Farina Elia                     | Damsingel | Testud (FRA) W 6–2, 6–0       | Raymond (USA) L 1–6, 2–6            | Gick inte vidare                          | Gick inte vidare         | Gick inte vidare  | Gick inte vidare  | Gick inte vidare |
| Tathiana Garbin                        | Damsingel | Smashnova (ISR) W 6–2, 6–1    | Pratt (AUS) L 6-1, 6–7(5–7), 2–6    | Gick inte vidare                          | Gick inte vidare         | Gick inte vidare  | Gick inte vidare  | Gick inte vidare |
| Francesca Schiavone                    | Damsingel | Asagoe (JPN) W 6–3, 7–6(7–4)  | Cho Y-J (KOR) W 2–6, 7–6(7–0), 6–4  | Zuluaga (COL) W 6–7(5–7), 6–1, 6–3        | Myskina (RUS) L 1–6, 2–6 | Gick inte vidare  | Gick inte vidare  | Gick inte vidare |
| Silvia Farina Elia Francesca Schiavone | Damdubbel | i.u.                          | Kurhajcová / Suchá (SVK) W 6–2, 6–4 | Li T / Sun Tt (CHN) L 1–6, 6–7(1–7)       | Gick inte vidare         | Gick inte vidare  | Gick inte vidare  | Gick inte vidare |
| Tathiana Garbin Roberta Vinci          | Damdubbel | i.u.                          | Pratt / Stosur (AUS) W 6–0, 6–1     | Martínez / Ruano Pascual (ESP) L 3–6, 3–6 | Gick inte vidare         | Gick inte vidare  | Gick inte vidare  | Gick inte vidare |

## Triathlon
| Triathlet        | Gren               | Simning (1,5 km) | Trans 1 | Cykling (40 km) | Trans 2 | Löpning (10 km) | Total tid  | Placering |
| ---------------- | ------------------ | ---------------- | ------- | --------------- | ------- | --------------- | ---------- | --------- |
| Nadia Cortassa   | Damernas triathlon | 20:36            | 0:19    | 1:09:51         | 0:22    | 35:18           | 2:05:45,35 | 5         |
| Silvia Gemignani | Damernas triathlon | 18:45            | 0:21    | 1:11:41         | 0:23    | 38:30           | 2:08:56,94 | 21        |
| Beatrice Lanza   | Damernas triathlon | 19:47            | 0:19    | 1:10:37         | 0:23    | 37:35           | 2:07:59,26 | 15        |